# Cisla
Cisla – gmina w Hiszpanii, w prowincji Ávila, w Kastylii i León, o powierzchni 20,31 km². W 2011 roku gmina liczyła 137 mieszkańców.